# Akutna bolečina
Akutna bolečina je bolečina, ki se pojavi nenadoma in je običajno ostra. Je odziv na tkivno poškodbo in je posledica aktivacije perifernih receptorjev za bolečino (nociceptorjev) in njihovih specifičnih živčnih vlaken (A delta in C). Pogosto ju spremljata občutek tesnobnosti in hiperaktivnost simpatičnega živčevja (npr. pospešeno bitje srca, razširjene zenice, pospešeno dihanje ...).

## Patofiziologija
Akutna bolečina je običajno nociceptivna bolečina, torej posledica vzdraženja nociceptorjev zaradi poškodbe ali bolezni. Poznamo somatske in visceralne receptorje. Somatski nociceptorji se nahajajo v koži, podkožju, mišičnih ovojnicah in drugih vezivnih tkivih, pokostnici, endostu ter v sklepnih ovojnicah, visceralni nociceptorji pa v drobovju in okoliških tkivih. Vzdraženje somatskih nociceptorjev običajno povzroči ostro, dobro lokalizirano bolečino, vzdraženje visceralnih nociceptorjev pa slabo lokalizirano, globoko ali krčevito bolečino, ki lahko seva tudi v zunanje predele telesa. Številni dražljaji lahko neposredno vzdražijo nociceptorje (npr. mehanični pritisk, toplota), večina bolečinskih dražljajev pa je povezana s sproščanjem telesu lastnih snovi (endogeni algogeni), ki vzdražijo in/ali senzitizirajo nociceptorje. Eden od najmočnejših telesu lastnih algogenov je bradikinin, ki ima sicer tudi vlogo vnetnega posrednika. Prostaglandini sami ne vzdražijo nociceptorjev, vendar jih le senzitizirajo oziroma naredijo dovzetnejše za vzdraženje drugih endogenih algogenov.

## Vrste akutne bolečine
Med tipične primere akutne bolečine spadajo: bolečina po operacijah, po poškodbah, ledvične kolike, žolčne kolike, zobobol, bolečina ob vnetjih, ob porodu, bolečina ob akutnem miokardnem infarktu in druge vrste ishemične bolečine (bolečina, ki nastane zaradi oviranega dotoka krvi).
Glede na lokacijo, delimo bolečine na somatske (kadar prihaja iz telesne površine) in na visceralne oziroma drobovne (izhajajo iz notranjih tkiv in organov). Delimo jo lahko tudi po jakosti, in sicer kadar je vrednost po vidno analogni lestvici (VAL) do 3, govorimo o šibki bolečini, pri vrednostih med 3 in 6 govorimo o srednje močni bolečini, nad 7 pa o močni bolečini. Po mehanizmu nastanka pa je bolečina lahko nociceptivna ali pa nevropatska (pri prvi gre za vzdraženje nociceptorjev, pri drugi pa za okvaro v živčni strukturi).

## Ocena in vrednotenje
Akutna bolečina ne pomeni diagnoze, temveč simptom, katerega vzrok je pogosto očiten (na primer stanje po operaciji, poškodbi). Včasih pa vzrok ni tako jasen in je treba izvesti diagnostične postopke, ki zajemajo splošno anamnezo (prisotne bolezni, uporabljana zdravila, preobčutljivost na zdravila, bolezni v preteklosti, socialna anamneza), anamnezo bolečine (nastop, trajanje, značilnosti, dejavniki, ki poslabšajo/ublažijo bolečino, bolnikova ocena bolečine) in klinične preiskave (odzivanje na bolečino, podrobnejše telesne preiskave prizadetega predela, ocena funkcionalnosti ...).
Pri oceni jakosti bolečine pomagajo bolnikova samoocena (njegova opredelitev bolečine npr. kot blage, srednje ali močne), numerične lestvice in vidnao analogna lestvica. Pri numeričnih lestvicah bolnik opredeli jakost svoje bolečine s številom od 0 do 10 (0 = stanje brez bolečine, 10 = najhujša možna bolečina). Pri VAS bolnik na 10-centimetrski lestvici opredeli jakost bolečine, pri čemer je velja isto, da pomeni 0 cm, da bolečine ni, in 10 cm, da je bolečina najhujša možna.

## Zdravljenje
Najpogostejši način zdravljenja bolečine je njeno lajšanje z zdravili. Tradicionalno se uporabljajo zdravila s primarno protibolečinskim učinkom, novejša dognanja pa kažejo, da so učinkovitejše kombinacije z zdravili, ki sicer nimajo primarno protibolečinskega delovanja (ketamin, gabapentin ...). Pomemben vidik zdravljenja bolečine so tudi nefarmakološki pristopi, npr. masaža, segrevanje, hlajenje, pa tudi protibolečinska električna stimulacija (npr. TENS), akupunktura,
magnetoterapija ...   Pri zaznavanju bolečine so ključni tudi psihološki dejavniki, zato je pomembna tudi psihološka oskrba bolnika.

### Zdravila
Po večini priporočil naj bi bil pri zdravljenju blage do srednje močne bolečine zdravilo izbora paracetamol, kjer je njegov učinek primerljiv standardnemu odmerku nesteroidnih antirevmatikov ali celo morfina. 
Za lajšanje srednje močne bolečine so primerni nesteroidni analgetiki, v kombinaciji z drugimi protibolečinskimi zdravili pa se uporabljajo tudi pri močni bolečini. Njihovo uporabo omejujejo neželeni učinki na prebavila, ledvice in tudi srce. Čeprav lahko ob pravilnem dajanju in ustrezni izbiri bolnikov neželene učinke bistveno zmanjšamo, gre za ena od najpogosteje predpisanih zdravil in zato predstavljajo neželeni učinki kljub temu veliko breme. Veliko so obetala nova skupina zdravil, t. i. koksibi, vendar se je izkazalo, da ob dolgotrajni uporabi povzročajo tromboembolične zaplete, vendar v zadnjem času ponovno pridobivajo pomen pri zdravljenju akutne bolečine. Pri srednje močnih in močnih bolečinah se najpogosteje uporabljajo opioidi, ki se lahko dajejo peroralno, intravensko, včasih tudi intramuskularno.